# Brookfield (Nouvelle-Écosse)
Pour les articles homonymes, voir Brookfield.
Brookfield est une communauté rurale située dans le comté de Colchester en Nouvelle-Écosse au Canada. En 2006, elle avait une population de 2 067 habitants. Elle est située au carrefour des routes 102 2 avec la route 289.